# Karl Gustav Fiedler
Karl Gustav Fiedler (* 26. August 1791 in Bautzen; † 21. November 1853 in Dresden) war ein deutscher Montanwissenschaftler und Mineraloge, der ab 1817 mit seinen Arbeiten über Fulgurite Bekanntheit erlangte.

## Leben

### Ausbildung und Privatleben
Er kam 1791 in der Stadt Bautzen zur Welt, die damals als Teil der Markgrafschaft Oberlausitz zum Kurfürstentum Sachsen gehörte. Fiedler strebte zunächst eine Karriere in der staatlichen Verwaltung an und studierte in Göttingen und Leipzig Philosophie. Bereits in Göttingen wurde er von dem Anatomen und Anthropologen Johann Friedrich Blumenbach sowie dem Mineralogen und Bodenkundler Friedrich Hausmann zum Naturstudium ermuntert. Daher absolvierte er nach seiner Promotion noch eine Ausbildung zum Berg- und Hüttenmann an der Bergakademie Freiberg.
Karl Gustav Fiedler starb im November 1853 im Alter von 62 Jahren in Dresden. Sein Sohn überließ zahlreiche Schriften und Sammlungen aus seinem Nachlass dem Teplitzer Museum.

### Wissenschaftliche Karriere
In den ersten Jahren seiner Naturforschungen tat er sich insbesondere mit Publikationen zu Fulguriten (Blitzröhren) hervor. Den Anstoß hierfür bildete im Sommer 1816 ein Kuraufenthalt in Pyrmont, den Fiedler für Wanderungen durch die Heidelandschaft Senne nutzte. Dort fand er einige der Röhren, deren Entstehung erst wenige Jahre zuvor korrekt hergeleitet worden war. Im darauffolgenden Jahr 1817 veröffentlichte er die erste ausführliche Darlegung der mineralogisch-physikalischen Eigenschaften von Blitzröhren. Bis 1823 folgten noch vier weitere Fachaufsätze zu diesem Thema.

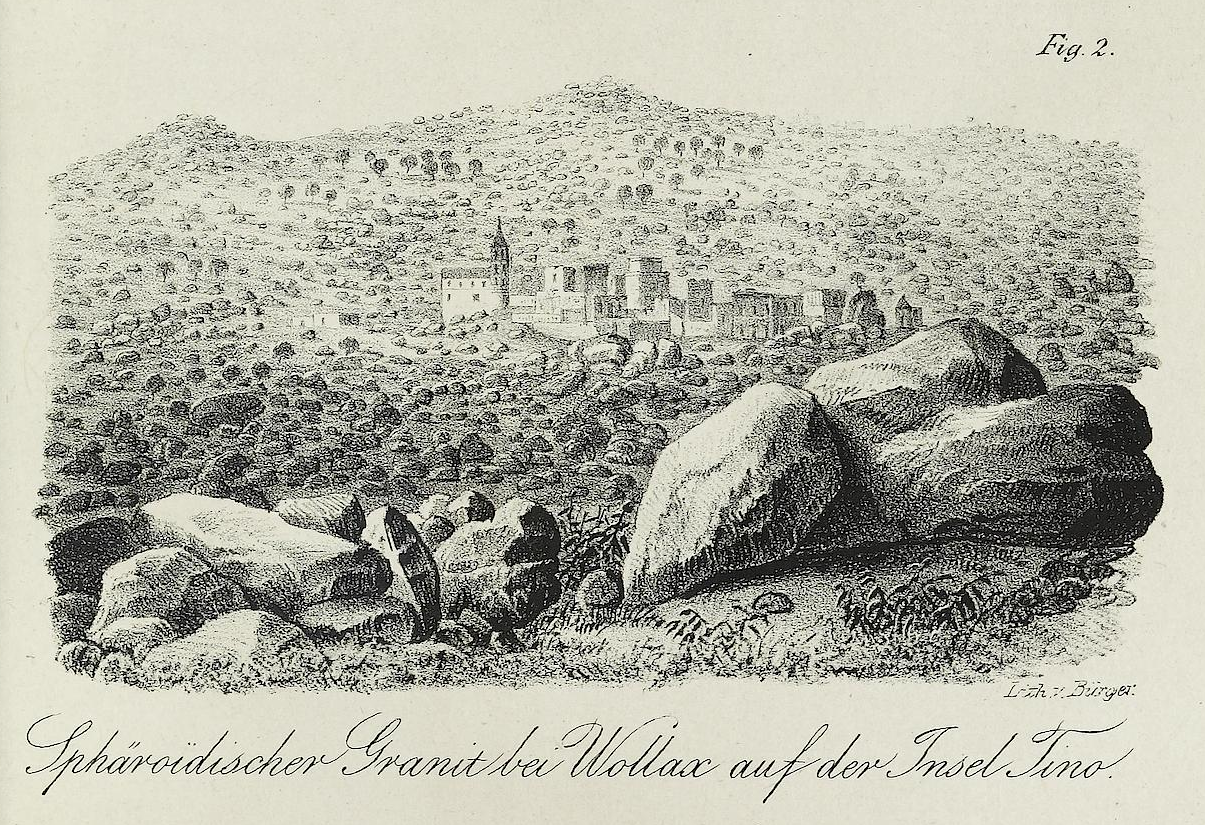
Von Fiedler angefertigter Kupferstich des Dorfes Volakas (oder Volax) auf der Kykladeninsel Tinos.

Fiedlers weitere wissenschaftliche Karriere ist insofern bemerkenswert, als er sie nahezu durchgehend mit Exkursionen und ausgedehnten Forschungsreisen verbrachte. Zwar wurde er offiziell als Königlich-Sächsischer Bergkommissar bezeichnet. Ob er diese Stelle jedoch mehr als nur sporadisch wahrnahm oder es möglicherweise gar nur eine Titularstelle war, ist unklar. Stattdessen nahm er zahlreiche Aufträge von Regierungen und Privatpersonen für Prospektionsreisen an. Die ersten derartigen Unternehmungen führten ihn in folgende Regionen:
- 1822–1826: Schweiz, Ungarn, Siebenbürgen und die Walachei
- 1826–1829: Schweden, Norwegen, England und Schottland
- 1829–1833: Uralgebirge und Sibirien bis zum Baikalsee

Zwischen 1834 und 1837 unternahm er eine Reise durch das Königreich Griechenland. Ziel war es, die dortigen Bodenschätze systematisch zu erfassen sowie dem Staat Vorschläge bezüglich ihrer Gewinnung und Verwertung zu unterbreiten. Darüber hinaus sollte Fiedler Gutachten hinsichtlich der Meliorationsmöglichkeiten des Landes anfertigen. Während seines dortigen Aufenthaltes wurde er von der griechischen Regierung zum designierten Direktor der Königlich-Griechischen Gebirgsuntersuchung ernannt. Als es letztlich allerdings doch nicht zur Gründung dieser Bergwerksgesellschaft kam, kehrte er nach Deutschland zurück und setzte ab 1842 seine Reisetätigkeit inländisch sowie nach Italien und Spanien fort. So begutachtete er beispielsweise 1844 auf Einladung Leopold II. die wichtigsten Grubenreviere im Großherzogtum Toskana. Drei Jahre später führte er 1847 im Auftrag der Regierung des Fürstentums Schwarzburg-Rudolstadt eingehende bergmännische Untersuchungen über die Seifengoldvorkommen im Schwarzatal durch.

## Ehrung und Bewertung
In Anerkennung seiner Leistungen wurde Fiedler von der griechischen Regierung mit dem Kreuz in Gold des Erlöser-Ordens ausgezeichnet. Der Mineraloge und Geologe Gerhard vom Rath benannte 1887 das Halogenid-Mineral Fiedlerit nach ihm, das in den alten Schlackehalden bei Lavrio in der griechischen Region Attika entdeckt worden war.
Fiedler stieß mit seinen Abhandlungen sowohl inhaltlich als auch stilistisch aber auch auf Kritik – allerdings lediglich postum. Der Geologe Carl Wilhelm von Gümbel äußerte sich 1878 über „das oft Flüchtige, Unkritische, zuweilen selbst Unzuverlässige in [Fiedlers] Berichten“ und führte als mögliche Erklärung für diese Mängel die rastlose Reisetätigkeit des Autors an. Fiedlers zweibändigem Griechenland-Reisebericht – den er als dessen Hauptwerk ansah – bescheinigte er „keinen bedeutenden wissenschaftlichen Wert“. Drei Jahre später bezeichnete 1883 der Philologe und Archäologe Conrad Bursian Fiedler zwar rückblickend als einen der „ersten Pioniere deutscher Wissenschaft auf griechischem Boden“, attestierte ihm jedoch, „in historisch-antiquarischer Beziehung […] ein Dilettant schlimmster Sorte“ gewesen zu sein.

## Publikationen (Auswahl)
- Karl Gustav Fiedler: Ueber die Blitzröhren und ihre Entstehung. In: Annalen der Physik. Band 55, zweites Stück, 1817, Seiten 121–164.
- Karl Gustav Fiedler: Ueber die Blitzröhren und ihre Entstehung, Nachtrag. In: Annalen der Physik. Band 61, erstes Stück, 1819, Seiten 235–248.
- Karl Gustav Fiedler: Neuer Fundort der Blitzröhren. In: Annalen der Physik und der physikalischen Chemie. Band 68, 1821, Seiten 209–211.
- Karl Gustav Fiedler: Auffindung und Ausgrabung einer 8 Leipz. Ellen 5 ¾ Zoll langen Blitzröhre bei Dresden. In: Annalen der Physik und der physikalischen Chemie. Band 71, 1822, Seite 301–312.
- Karl Gustav Fiedler: Auffindung und Ausgrabung einer Blitzröhre im Königreiche Ungarn, bis an ihr Ende. In: Annalen der Physik und der physikalischen Chemie. Band 74, zweites Stück, 1823, Seite 213–217.
- Karl Gustav Fiedler: Lagerstätten des Diaspor, Chloritspath, Pyrophyllit und Monazit, aufgefunden im Ural. In: Annalen der Physik und Chemie. Band 101, zweites Stück, 1832, Seiten 322–333.
- Karl Gustav Fiedler: Sibirische Skizzen. Dresden, 1833.
- Karl Gustav Fiedler: Auffindung der Lagerstätte des Sonnensteins 1831 an der Selenga in Sibirien. In: Annalen der Physik und Chemie. Band 122, erstes Stück, 1839, Seiten 189–191.
- Karl Gustav Fiedler: Einige Worte über das Jabblonnoi-Chrebet (das Apfelgebirge). In: Annalen der Physik und Chemie. Band 122, erstes Stück, 1839, Seite 192.
- Karl Gustav Fiedler: Ueber die alten Zinnsteingruben am Onon in Dau-urien. In: Archiv für Mineralogie, Geognosie, Bergbau und Hüttenkunde. Band 12, 1839, Seiten 178–188.
- Karl Gustav Fiedler: Reise durch alle Theile des Königreiches Griechenland in Auftrag der Königl. Griechischen Regierung in den Jahren 1834 bis 1837. Erster Theil. Verlag von Friedrich Fleischer, Leipzig, 1840.
- Karl Gustav Fiedler: Reise durch alle Theile des Königreiches Griechenland in Auftrag der Königl. Griechischen Regierung in den Jahren 1834 bis 1837. Zweiter Theil. Verlag von Friedrich Fleischer, Leipzig, 1841.
- Karl Gustav Fiedler: Ein Erzgang, welcher Kalkschlotten durchsetzt. In: Annalen der Physik und Chemie. Band 143, drittes Stück, 1846, Seiten 428–432.
- Karl Gustav Fiedler: Merkwürdige Blitzschläge. In: Annalen der Physik und Chemie. Band 144, zweites Stück, 1846, Seiten 299–301.
- Karl Gustav Fiedler: Stalactiten mit Krystallen als Axen. In: Annalen der Physik und Chemie. Band 144, viertes Stück, 1846, Seiten 567–571.